# Gentiana clarkei
Gentiana clarkei är en gentianaväxtart som beskrevs av Kusn.. Gentiana clarkei ingår i släktet gentianor, och familjen gentianaväxter. Utöver nominatformen finns också underarten G. c. lutescens.